# Órbita de halo
Una órbita de halo es una órbita periódica tridimensional cerca de los puntos de Lagrange L1, L2 o L3 en el problema de los tres cuerpos de la mecánica orbital. Aunque el punto de Lagrange es solo un punto en el espacio vacío, se puede estar en órbita alrededor de él. Se puede pensar que las órbitas de halo son el resultado de una interacción entre la atracción gravitatoria de dos cuerpos planetarios y las aceleraciones centrífugas y el efecto Coriolis en una nave espacial. Existen órbitas de halo en cualquier sistema de tres cuerpos, por ejemplo el sistema Sol-Tierra y el sistema Tierra-Luna. Existen "familias" continuas de órbitas de halo tanto de norte como de sur en cada punto de Lagrange. Debido a que las órbitas de halo tienden a ser inestables, se requiere un mantenimiento de posición orbital para tener un satélite en órbita.

## Definición e historia
Robert W. Farquhar utilizó por primera vez el nombre "halo" para estas órbitas en su tesis doctoral. Abogó por el uso de naves espaciales en una órbita de halo en la cara oculta de la Luna (Tierra-Luna L2) como estación de retransmisión de comunicaciones para una misión Apolo en la cara oculta de la Luna. Una nave espacial en esa órbita de halo tendría una vista ininterrumpida tanto de la Tierra como de la cara oculta de la Luna. Al final, ni un satélite de enlace de comunicación posicionado en L2, ni una misión conjunta Apolo para un aterrizaje lunar en la cara oculta se hicieron realidad.